# Lepidopleurus cajetanus
Lepidopleurus cajetanus (Poli, 1791) of de geribde keverslak is een keverslak uit de familie Leptochitonidae.
De dieren zijn smal ovaal van vorm en worden tot 23 millimeter lang.
De geribde keverslak is dofwit tot donkerbruin, met 7 tot 10 grove lengteribbels aan weerszijden, die doorlopen tot aan de kop en de staartplaten.
De dieren leven in het getijdengebied en het ondiep sublitoraal.
Lepidopleurus cajetanus komt voor langs de Atlantische kusten van Spanje en Portugal, tot de Canarische Eilanden en in het noorden en westen van de Middellandse Zee. De soort komt niet voor in België of Nederland.